# Daddy Long Legs
Daddy Long Legs (br: Papai Pernilongo; pt: Papá das Pernas Altas) é um filme estadunidense de 1955 do gênero Comédia Musical, dirigido por Jean Negulesco. As músicas são de Johnny Mercer. O roteiro é de Phoebe Ephron e Henry Ephron, vagamente baseado em livro chamado "Daddy-Long-Legs" de Jean Webster. Foi o primeiro de três filmes seguidos de Fred Astaire que tiveram a França como tema. Os outros foram Funny Face e Silk Stockings, influenciados pelo entusiasta daquele país Gene Kelly, que em 1951 havia feito sucesso com o musical An American in Paris, também com a participação de Leslie Caron.

## Elenco Principal
- Fred Astaire...Jervis Pendleton III
- Leslie Caron...Julie Andre
- Fred Clark...Griggs
- Thelma Ritter...Alicia Pritchard
- Terry Moore...Linda Pendleton

## Sinopse
O despreocupado milionário americano e amante do jazz e bateria de meia-idade Jervis Pendleton III, vai à França como membro de uma missão de negócios. Durante a viagem, o carro enguiça e Jervis sai em busca de um telefone. Ele vai parar em um orfanato, onde se encanta com a graciosa jovem órfã de 18 anos, Julie Andre, que não o vê. Ele então resolve ajudar a moça e através do consulado, lhe oferece uma bolsa de estudos completa para que ela curse uma faculdade da Nova Inglaterra. Julie quer saber quem é o benfeitor, mas só lhe dizem que ele prefere ficar anônimo. A única exigência de Jervis é a de que ela lhe escreva uma vez por mês, contando como estão seus estudos. As outras crianças o viram e descrevem para Julie como um "velho de pernas longas, como um pernilongo". Ao chegar na faculdade, ela fica amiga da sobrinha de Jervis, Linda, e passa a lhe escrever mensalmente, chamando-o de "Papai Pernilongo". Jervis não lhe responde e se esquece da garota, mas seus empregados Griggs e Alícia se comovem com as cartas e querem que o patrão escreva em resposta. Jervis então finalmente lê as cartas (depois de dois anos) e resolve se encontrar com a garota através da sobrinha, sem lhe dizer que é o benfeitor anônimo.

## Indicações
- O filme foi indicado ao Óscar como:[1]
  - Melhor Direção de Arte - filmes coloridos (Lyle R. Wheeler, John DeCuir, Walter M. Scott, Paul S. Fox).
  - Melhor Canção (Johnny Mercer, com "Something's Gotta Give")
  - Melhor Musical (Alfred Newman).